# Campionati mondiali universitari di lotta 2016
I campionati mondiali universitari di lotta 2016 (2016 World University Wrestling Championships) si sono svolti dal 25 al 30 ottobre 2016, presso l'Atatürk Sports Hall di Çorum, in Turchia.

## Podi

### Lotta greco-romana maschile
| Evento | Oro                  | Argento                | Bronzo                                  |
| 59 kg  | Kanybek Zholchubekov | Farshad Isvandmahmoudi | Victor Ciobanu Ayhan Karakuş            |
| 66 kg  | Enes Başar           | Sosłan Daurow          | Mohammadreza Garaji Archil Turmanidze   |
| 71 kg  | Pavel Liakh          | Demeu Żadyrajew        | Cengiz Arslan Boroomand Aslangharedaghi |
| 75 kg  | Esen Asanov          | Iwan Nylypiuk          | Furkan Bayrak Rasul Garmsiri            |
| 80 kg  | Peter Nagy           | Aslan Atem             | Wiktar Sasunouski Adlan Akiev           |
| 85 kg  | Erik Szilvássy       | Mikałaj Stadub         | Roman Jusipow ----                      |
| 98 kg  | Fatih Başköy         | Daniel Gastl           | Ilja Borisow Siarhiej Staradub          |
| 130 kg | Bálint Lám           | Kirył Hryszczanka      | Aleksiej Griszyn Amir Ghasemi Mondżazi  |

### Lotta libera maschile
| Evento | Oro                     | Argento          | Bronzo                                 |
| 57 kg  | Junes Sarmasti          | Ahmet Peker      | Ułukbek Dżołdoszbekow Steven Takahashi |
| 61 kg  | Viktor Rassadin         | Timur Aitkulov   | Mehran Nasiri Dajmin Baljinyam         |
| 65 kg  | Mieirżan Aszyrow        | Mihail Sava      | Viktor Stepanov Mejsam Hejdari         |
| 70 kg  | Nadirbek Chizrijew      | Vasyl' Mychajlov | Hamed Raszidi Ełaman Dogdurbek uułu    |
| 74 kg  | Reza Afzali             | Emil Bednarczyk  | Nuri Temur Bołat Sakajew               |
| 86 kg  | Mohammad Javad Ebrahimi | Mihály Nagy      | Adilet Davlumbayev Bohdan Hrycaj       |
| 97 kg  | Amir Mohammadi          | Guram Czertkojew | Alaksandr Husztyn Fatih Yaşarlı        |
| 125 kg | Sayedreza Musavikani    | Yunus Emre Dede  | Alexandr Romanov Danilo Kartavyi       |

### Lotta libera femminile
| Evento | Oro               | Argento          | Bronzo                                   |
| 48 kg  | Allyssa Cleaves   | Anna Łukasik     | Evin Demirhan Madina Nadirova            |
| 53 kg  | Milana Dadaševa   | Samantha Stewart | Lulia Leorda Aysun Erge                  |
| 55 kg  | Bediha Gün        | Nina Mienkienowa | Ramóna Galambos Katarzyna Michalak       |
| 58 kg  | Veronika Čumikova | Jowita Wrzesień  | Elif Yanık ---                           |
| 60 kg  | Linda Morais      | Gabriella Sleisz | Derya Bayhan Svetlana Lipatova           |
| 63 kg  | Anzhela Fomenko   | Kriszta Incze    | Veranika Ivanova Jessica Brouillette     |
| 69 kg  | Buse Tosun        | Ksenia Burakova  | Dzorigtyn Bolortungalag ----             |
| 75 kg  | Justina Di Stasio | Cynthia Vescan   | Davaatseren Buyanjargal Kristina Dudaeva |

## Medagliere
Nazione ospitante.
| Pos.   | Paese        | Oro | Argento | Bronzo | Totale |
| ------ | ------------ | --- | ------- | ------ | ------ |
| 1      | Russia       | 5   | 3       | 7      | 15     |
| 2      | Iran         | 5   | 1       | 7      | 13     |
| 3      | Turchia      | 4   | 3       | 9      | 16     |
| 4      | Ungheria     | 3   | 2       | 1      | 6      |
| 5      | Canada       | 3   | 1       | 2      | 6      |
| 6      | Kirghizistan | 2   | 0       | 3      | 5      |
| 7      | Bielorussia  | 1   | 3       | 4      | 8      |
| 8      | Kazakistan   | 1   | 2       | 2      | 5      |
| 9      | Polonia      | 0   | 4       | 1      | 5      |
| 10     | Moldavia     | 0   | 1       | 3      | 4      |
| 11     | Ucraina      | 0   | 1       | 2      | 3      |
| 12     | Francia      | 0   | 1       | 0      | 1      |
|        | Austria      | 0   | 1       | 0      | 1      |
|        | Romania      | 0   | 1       | 0      | 1      |
| 15     | Mongolia     | 0   | 0       | 3      | 3      |
| 16     | Georgia      | 0   | 0       | 1      | 1      |
| Totale | Totale       | 24  | 24      | 45     | 93     |